# Monotes loandensis
Monotes loandensis är en tvåhjärtbladig växtart som beskrevs av Arthur Wallis Exell. Monotes loandensis ingår i släktet Monotes och familjen Dipterocarpaceae. Inga underarter finns listade i Catalogue of Life.